# Franchinus Gaffurius
Franchinus Gaffurius (em italiano, Franchino Gaffurio; Lodi, 14 de janeiro de 1451 – Milão, 25 de junho de 1522) foi um teórico musical e compositor italiano da Renascença. Foi contemporâneo quase exato de Josquin des Prez e Leonardo da Vinci, que eram seus amigos pessoais.

## Biografia
Franchino Gaffurio nasceu de uma família aristocrática. Ainda jovem, ingressou num monastério beneditino, onde adquiriu sua formação musical inicial; sucessivamente se tornou padre. Viveu em Mântua e Verona antes de se instalar em Milão como mestre de capela da Catedral de Milão.
Durante a década precedente, a família Sforza, usando o compositor Gaspar van Weerbeke como recrutador, havia tornado o coro da sua capela, em Milão, um dos maiores e mais destacados conjuntos musicais da Europa: cantores-compositores de vários países europeus, como Alexander Agricola, Compère e Johannes Martini, trabalharam lá. Embora os membros do coro do Duomo de Milão fossem, em sua maioria, italianos, e os membros do coro da capela Sforza fossem estrangeiros, havia uma influência mútua entre os dois grupos.
Gaffurius manteve seu cargo na catedral pelo resto de sua vida, e foi em Milão que conheceu Josquin des Prez e Leonardo da Vinci.

## Pensamento
Dotado de uma rica e vasta cultura, Gaffurio encarnou o ideal humanístico do estudioso dedicado a numerosas artes e disciplinas, mas as suas contribuições mais influentes e célebres foram os tratados Theorica musicae e Practica musicae. Desde a sua formação inicial, Gaffurio adquiriu, estudou e transcreveu muitos tratados da época - tanto de autores famosos como de anônimos -, inclusive obras até então desconhecidas. Tais leituras se refletem amplamente nos seus escritos, que mostram o seu profundo conhecimento das teorias de Boécio, Johannes Tinctoris, Johannes de Muris, Philippe de Vitry, Guillaume Dufay, Marchetto da Padova e outros.
Retomando a tradição medieval que remonta ao De institutione musica de Severino Boécio, Gaffurio desenvolveu uma espécie de "filosofia da música" segundo a qual a arte dos sons é assimilada à ciência dos números e tratada com base em proporções matemáticas, ligando-se assim à tradição pitagórica e neoplatônica que considerava a harmonia dos sons como resultado de precisas relações numéricas. Portanto a música não era mais somente uma arte prática, mas também uma disciplina especulativa cujas leis eram análogas àquelas que regulam o movimento dos corpos celestes
As duas obras de Gaffurio, em particular Practica musicae, tiveram grande difusão e contribuíram para o desenvolvimento de rigorosas pesquisas filosóficas e científicas em torno da música. Na época, todavia, para afirmar as próprias ideias musicais, Gaffurio teve que enfrentar uma dura controvérsia com os teóricos bolonheses, que defendiam as teorias do espanhol Bartolomé Ramos de Pareja. Em 1491, Giovanni Spataro (c. 1458 – 1541) criticou Gaffurio asperamente em Bartolomei Ramis honesta defensio in Nicolai Burtii parmensis opusculum. Gaffurio respondeu com a mesma dureza, em 1520, com a 'Apologia Franchini Gafurii musici adversus Ioannem Spatarium et complices musicos Bononienses. Spataro replicou, no ano seguinte, com uma Dilucide et probatissime demonstratione de maestro Joanne Spatario musico bolognese contra certe frivole et vane excusatione da Franchino Gafurio (maestro de li errori) in lude aducte. A polêmica foi interrompida em razão da morte de um dos contendentes, em 1522.

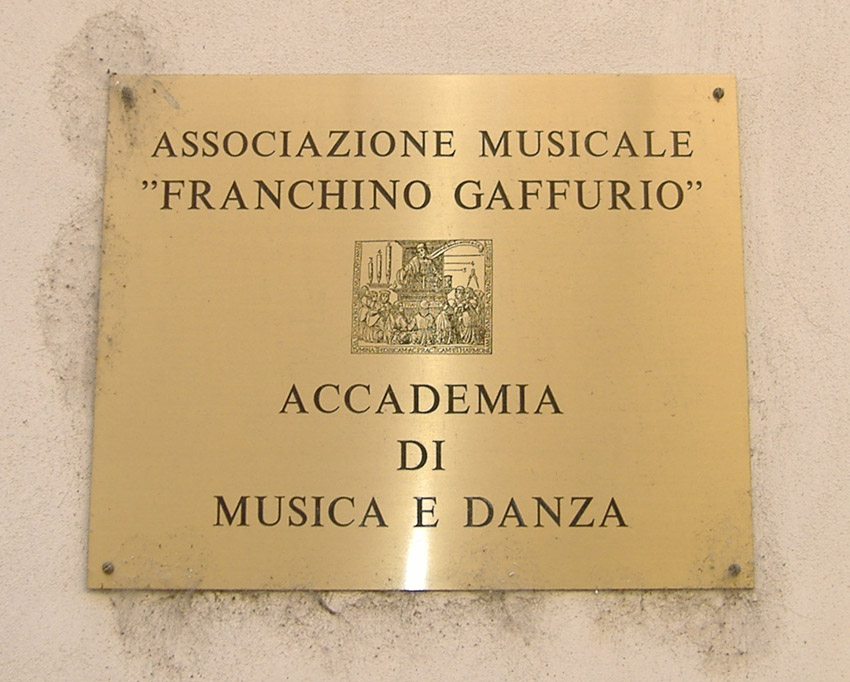
Placa da Associazione musicale Franchino Gaffurio, em Lodi.

## Tratados
Grande humanista, Gaffurio escreveu uma série de tratados musicais, muito populares e de grande profundidade, sobre o fenômeno musical, e cuja concepção de harmonia influirá notavelmente sobre o pensamento de Gioseffo Zarlino.   
- Extractus parvus musice Franchini Gafurii, ca. 1474
- Tractatus brevis cantus plani, ca. 1474 [inédito, conservado na Bibl. do Conservatório Arrigo Boito de Parma, Mss., 1158[3]]
- Musicae institutionis collocutiones, 1476 [perdido]
- Flos musicae, 1476 [perdido]
- Clarissimi ac praestantissimi musici Franchini Gaffori laudensis Theoricum opus musice discipline, ad reverendissimum in Christo patrem dominum Johannem Arcimboldum cardinalem novariensem. Neapolis, per magistrum Franciscum di Dino florentinum, anno domini 1480 die octavo octobris. O tratado foi republicado com dedicatória a Ludovico il Moro, em 1492: Theorica musice. Mediolani, opera et impensa Joannis Petri de Lomatio per Philippum Mantegatium dictum Cassanum, 1492 die XV decembris.
- Practica musice Franchini Gafori laudensis (quatuor libris), Mediolani, opera et impensa Joannispetri de Lomatio per Guillermum Signerre Rothomagensem, 1496 ultimo septembris. A esta edição milanesa milanese, seguiram-se imediatamente as edições brescianas de 1497 (Musice utriusque cantus practica eccellentis Franchini Gaffori laudensis, libris quatuor modulatissima, Brixiae, opera et impensa Angeli Britannici, 1497 nono kalen. octobris), de 1502 (Practica musicae utriusque cantus eccellentis Franchini Gaffori laudensis, quatuor libris modulatissima, Brixiae, per Bernardinum Misintam de Papia sumptu et impensa Angeli Britannici, 1502 idibus sextilibus) e de 1508, além da veneziana, de 1512 (...modulatissima summaque diligentia novissime impressa Venetiis, multisque erroribus expurgata per Augustinum de Zannis de Portesio bibliopolam accuratissimum, 1512 die XXVII Iulii).
- De harmonia musicorum instrumentorum opus. Mediolanum. Gotardum Pontanum calcographum, 1500. Republicado em 1518 (Franchini Gafurii laudensis regii musici publice profitensis, Delubrique Mediolanensis phonasci, de harmonia musicorum instrumentorum opus. Impressum Mediolani, per Gotardum Pontanum calcographum, die XXVI Novembris, 1518) e em 1520, na cidade de Turim, por Agostino da Vimercate.
- Angelicum ac divinum opus musice Franchini Gafurii laudensis regii musici, ecclesieque Mediolanensis phonasci, materna lingua scriptum. Impressum Mediolani, per Gotardum de ponte, 1508 die sextadecima septembris.
- Apologia Franchini Gafurii musici adversus Ioannem Spatarium et complices musicos Bononienses. Impressum Taurini, per magistrum Augustinum de Vicomercato, 1520 die XX aprilis.

Gaffurio foi um compositor fecundo, especialmente no estilo dos mestres flamengos. Chegaram à nossa época 11 magnificat, 37 motetos e 15 missas, que estão conservados em alguns códices do arquivo capitular milanês, além de madrigais e outras obras. Suas composições não denotam um aprofundamento da técnica polifônica, mas uma tentativa de simplificação.  